# Заболотний Сергій Олександрович
Заболотний Сергій Олександрович (* 8 листопада 1975 року, Запоріжжя) — український телережисер, режисер-документаліст, продюсер.

## Біографія
- 1997 – закінчив Запорізький національний технічний університет
- 1997–1998 – працював у Запоріжжі, телекомпанія Хортиця
- 1998–2003 – програмний директор, заступник генерального директора телеканалу "Інтервідео Київ" IVK
- 2003 –  закінчив Київський державний інститут театрального мистецтва за фахом режисер телебачення (майстерня Григорія Кохана та Леся Сердюка)
- 2002–2023 –продюсер і режисер Студії "Телекон"

## Телевізійні цикли
- 1999–2001 – "З тими, кого люблю" (Телекомпанія "Інтервідео-Київ" IVK)
- 2003 – "Відділ кадрів" (Студія "Телекон")
- 2005 – «Еврика» (Студія "Телекон")
- 2014 – "Україна у пошуках себе" (Студія "Телекон" на замовлення телеканалу Україна)
- 2016–2019 – "1986.04.26 PS" (Студія "Телекон")

## Соціальні проекти
- 2010 – фільм "Дар" (Благодійний фонд «ДАР» [Архівовано 6 березня 2019 у Wayback Machine.])
- 2013 – фільм "Щоб почули" (Благодійний фонд «ДАР» [Архівовано 6 березня 2019 у Wayback Machine.])
- 2014 – Творчість свободи: (Р)еволюційна культура Майдану! (Благодійний фонд «ДАР» [Архівовано 6 березня 2019 у Wayback Machine.] спільно з Музей Івана Гончара)

## Документальні фільми
- 2011 – «Чорнобиль.3828» режисер (Студія "Телекон" за підтримки Агенції Держкіно [Архівовано 21 березня 2019 у Wayback Machine.])
- 2012 – «Свідок Женя» режисер (Студія "Телекон" за підтримки БФ "ДАР" [Архівовано 6 березня 2019 у Wayback Machine.])
- 2019 – «Василь Кричевський. Повернення» режисер (Студія "Телекон" за підтримки БФ "ДАР" [Архівовано 6 березня 2019 у Wayback Machine.])
- 2020 – «1945» продюсер (Студія "Телекон" за підтримки  "УКФ")
- 2022 – «Плавильний котел» продюсер (студія «Телекон» на замовлення телеканалу «Національна суспільна телерадіокомпанія України»)

## Нагороди
- 2012 – Гран-прі Міжнародного кінофестивалю документального кіно "Кінолітопис" у Києві
- 2013 – Monaco Charity Film Festival [Архівовано 22 грудня 2015 у Wayback Machine.] - Award for her moving Documentary: HUMAN INTEREST AWARD for "WITNESS JENYA" (Ukraine 2012)
- 2017 – URANIUM FILM FESTIVAL 2017[недоступне посилання з липня 2019] - Special Recognition for Chornobyl.3828